# Зражевський Олександр Іванович
Зражевський Олександр Іванович (25 серпня (6 вересня) 1886, Миколаїв — 14 грудня 1950, Москва) — радянський актор театру і кіно, чотириразовий лауреат Сталінської премії (1941, 1942, 1946, 1947), народний артист СРСР (1949). Член ВКП(б) з 1940 року.

## Біографія
Олександр Зражевський народився в місті Миколаєві. В 1905 почав грати в Севастопольському аматорському гуртку.
В 1922 - 1925 роках — актор Харківського драматичного театру. В період 1925  —  1927 років працював у Ленінградському академічному театрі драми. В 1927 -1933 роках — актор Московського драматичного театру (колишній Корша). З 1933  по 1935 рік працював у Театрі імені Моссовета. З 1935 року — актор Академічного Малого театру. Кінофільми — «Великий перелом», «Повернення Максима», «Повість про справжню людину».